# Signe Livbjerg
Signe Livbjerg (* 21. Februar 1980) ist eine ehemalige dänische Seglerin.

## Erfolge
Signe Livbjerg, die in der Bootsklasse Europe startete, nahm an den Olympischen Spielen 2004 in Athen teil. Mit 74 Punkten beendete sie die Regatta hinter Siren Sundby und Lenka Šmídová auf dem dritten Rang und gewann damit die Bronzemedaille. Im Jahr darauf wurde sie in Helsinki Europameisterin.